# 映画ドラえもん のび太の宝島
- ドラえもん > ドラえもんの派生作品 > ドラえもん (2005年のテレビアニメ)  > ドラえもん映画作品 > 映画ドラえもん のび太の宝島

『映画ドラえもん のび太の宝島』（えいがドラえもん のびたのたからじま）は、2018年の日本のSFコメディアニメ映画。藤子・F・不二雄の漫画『ドラえもん』を原作とした、映画「ドラえもん」シリーズの第38作。ロバート・ルイス・スティーヴンソンの児童文学『宝島』をモチーフとした作品である。

## ストーリー
夏休みのある日、のび太は出木杉から『宝島』の本を教えられ、ジャイアンたちに自分も宝島を発見すると宣言してしまう。のび太がドラえもんのひみつ道具「宝探し地図」で宝島を探したところ、最近太平洋上に現れた新しい島を見つける。のび太たちは組み立て帆船「ノビタオーラ号」に乗って島を目指すが、島に上陸する手前で海賊に襲われる。海賊たちが引き上げる際、そのひとりであるビビがしずかを船長の娘・セーラと誤認して連れ去る。同時に島も消え失せてしまう。のび太たちは海に漂う少年・フロックとペットのオウム型ロボット・クイズに出会う。島は巨大な海賊船で、フロックは海賊船から逃げたメカニックだった。のび太たちは海賊からしずかを助け出し、宝島に眠る財宝に隠された秘密を探るため船を進める。
一方、しずかは海賊船の中で自分と似た少女・セーラに出会う。セーラとフロックの父親で海賊船船長のシルバーは地球のエネルギーを吸い取り、新しい星に移る「ノアの方舟計画」を実行しようとしていた。その計画を阻止するため、のび太たちは海賊船に駆け付ける。フロックやドラえもんの奮闘でエネルギー奪取は阻止された。その後、シルバーはのび太たちの説得を受けて改心し、息子のフロックとも和解して元の時代へと帰っていった。いつもの空き地で遊ぶのび太は、ポケットから転がり落ちた金貨を見て、ひと夏の冒険に思いをはせた。

## 声の出演
- ドラえもん - 水田わさび
- 野比のび太 - 大原めぐみ
- 源静香 - かかずゆみ
- 剛田武 - 木村昴
- 骨川スネ夫 - 関智一
- 野比玉子 - 三石琴乃
- 野比のび助 - 松本保典
- 出木杉英才 - 萩野志保子
- ミニドラ - 金元寿子[4]

## ゲストキャラクター
フロック
声 - 山下大輝
キャプテンシルバーの息子で、セーラの兄。海賊船ではメカニックを担当しており、その能力はドラえもん達の乗る海賊船を修理した上で改良したり、とおりぬけフープの性能を引き上げる程の腕前を持っている。
父のやり方に嫌気が差して船から脱走したが、後にドラえもんと出会い、のび太から懇願されたことで自身も妹を助けるためにドラえもん達と海賊船を追いかける。父の計画を知るとのび太の説得を受けて計画を止める為に立ち向かう決心をし、最終的にはドラえもん達の協力もあって父の計画を阻止する。その後は父と和解して親子の絆を取り戻し、最後はドラえもん達に別れを告げて自分達の故郷に帰っていく。

セーラ
声 - 折笠富美子
キャプテンシルバーの娘で、フロックの妹。金髪である点を除けば容姿がしずかに似ている。海賊船では同僚のムッシュたちとともに食堂「マリア亭」で働いており、料理人として調理場に立ってパンを焼いたり、母であるフィオナから教わったフレンチトーストを振る舞っている。普段は穏やかだが、いざとなれば誰に対しても反抗するなど強い一面もある。
しずかと出会って以降、彼女を匿ったり、自分の過去や本音を打ち明けるなどして徐々にしずかと仲良くなっていく。その後、フロックと再会して助け出された後は父の計画を止める為にドラえもん達と行動し、計画を阻止した後は父と和解して親子の絆を取り戻した。その後はドラえもん達に別れを告げて故郷に帰っていく。

クイズ
声 - 悠木碧
フロックのペットで、キャプテンシルバーに代わってフロックとセーラの面倒を見る為に作られたオウム型子守りロボット。冒険のヒントをなぞなぞ形式で言うが、間違えた者には罰を与える。クイズに収録されているなぞなぞは、フロックとセーラの母であるフィオナが生前我が子たちに出題していたものであり、組み込んだのはシルバーである。
普段は球体型になっており、フロックのポケットに入っているが、他にもフロックのメカニックの道具になることもできる。

ビビ
声 - 早見沙織
キャプテンシルバーの部下の女海賊で、ツートンカラーの髪型が特徴である。姉御肌で、部下に檄を飛ばしたり、夫であるガガを殴りつけるなど気が強い。一方、セーラのパンを気に入っており、パンを焼いてくれる彼女にはきちんとお礼を言う。サーベルを武器にしており、空気砲の弾を切り裂いたり、スネ夫たちが乗るジェットスキーを真っ二つに両断する程の腕前を持っている。
しずかをセーラと間違えてさらった後、海賊船に乗り込もうとするドラえもんの前に立ち塞がり、その場に残ったスネ夫やジャイアンと対峙するが、最後はなりきりキャプテンハットを被ったジャイアンの命令の前に無力化される。

ガガ
声 - 大友龍三郎
キャプテンシルバーの部下で、魔女の帽子を被っており、両腕は伸縮自在の義手になっている。妻であるビビには頭が上がらないようで、常に媚びながら彼女の事を「ビビちゃん」と呼んでいる。多弁で口が軽いため、いつもビビから殴られながら注意されている。二丁拳銃を武器にしており、特に早撃ちが得意で、連射で物を粉々にしたり、スネ夫が手にしていた釣り竿を素早く撃ち落としているが、透明マントを付けたスネ夫を見破るほどの冷静さも兼ね備えている。
ドラえもんたちを襲った後海賊船を守る為にドラえもん達を襲うが、海賊船が移動を始めたことで引き上げた。その後、海賊船に乗り込もうとするドラえもんの前に立ち塞がり、その場に残ったスネ夫やジャイアンと対峙するが、最後はなりきりキャプテンハットを被ったジャイアンの命令の前にビビ共々無力化された。

マリア
声 - 亀井芳子
食堂「マリア亭」を切り盛りする女性で、右目にアイパッチをつけている。ビビと同様に姉御肌で、要領の悪い従業員を𠮟りつけるなど気が強い。反面、仕事を良くこなしているセーラを褒めたり、事情を知ってしずかを匿う等心優しい一面もある。終盤では警備ロボットに襲われそうになったセーラを助け、更には従業員と共にドラえもん達をサポートした。

ムッシュ
声 - 一条和矢
食堂「マリア亭」の料理人。

詩人
声 - 勝杏里
海賊の一人で、前髪で目が隠れている。大男のアフマドたちと行動を共にしている。トマトと一緒に居た際に、しずかがセーラではないと見抜いていた。

紋次郎
声 - 乃村健次
海賊の一味。鉢巻きをしているのが特徴。ノビタオーラ号の船上戦ではスネ夫が仕掛けた時限バカ弾で、チョーと共にバカなことをしていた。

チョー
声 - 鳥海勝美
海賊の一味。チャイナ服と丸いサングラスを身に付け、戦闘時はかぎ爪を使用する。ノビタオーラ号の船上戦ではスネ夫が仕掛けた時限バカ弾で、紋次郎と共にバカなことをしていた。

ホセ
声 - 陶山章央
海賊の一味。目つきの悪い人相をしており、耳にはピアスをつけている。

アナウンサー
声 - 渡辺宜嗣

トマト
声 - 高橋茂雄
海賊の一味。金色の髪と髭が特徴の巨漢の男。セーラに気があるらしく、セーラを可愛いと言ったり、しずかにも好意的に接し、一味の中で唯一彼女の事を「セーラちゃん」と呼んでいた。

フィオナ
声 - 長澤まさみ
キャプテンシルバーの妻でフロックとセーラの母であり、優秀な科学者でもある。言いたいことはクイズで伝えるのが趣味。物語が始まる5年前に夫と共に地球のエネルギーを活用する研究をしていたが、没頭する余り無理が祟ったことで体を壊して入院し、後に亡くなってしまう。その後、本編では回想のみ登場する。

キャプテンシルバー
声 - 大泉洋
のび太たちを襲った海賊団のリーダー。その正体は、フロックとセーラの父親ジョンであり、科学者である妻フィオナの助手をしていた。元々は家族を何よりも愛する心優しい人物だったが、フィオナの死後は彼女の後を引き継いで研究に没頭するあまり、フロックに体罰を加えるほど性格が一変してしまう。更には、以前タイムスリップで地球の未来を目の当たりにしたことでじきに滅亡することを悟り、妻が「子供たちの未来をお願い」という言葉を思い出すと前述での自責の念に駆られてフロック達と完全に距離を取り、「子ども達の未来を救うべく」と滅亡前の地球のエネルギーを吸い取った上で宇宙に逃げ去り、今度は地球のエネルギーを使って新しい星に新天地を作る「ノアの方舟計画」を考案する。

ゴンザ
マリア亭で働く海賊。頬に十字の傷跡がある。本作の小説版ではマリア亭の常連客で、しずかやセーラと仲良くなる。
ポンチョ
マリア亭で働く海賊。片目が髪で隠れている。本作の小説版ではマリア亭の常連客で、しずかやセーラと仲良くなる。

フリント
マリア亭の入口に立つ、アイパッチを着けた海賊。無口だが相棒のクルマサカオウムが代わりによく喋る。マリアがドラえもんたちのサポートでピンチに陥った際、助太刀する。映画のエンディングではマリアと結婚した模様が描かれる。

## 設定
海賊船（宝島、方舟）
シルバーたち時空海賊が乗る巨大な船。元々はフィオナが設計したもので、地球エネルギーの研究施設ではシルバーとフィオナのほかにも大勢の人間が働いていた。タイムマシン機能を持ち、島に擬態したり潜水艦に変形し海底を進むことも可能。映画では地球エネルギーを吸い上げ空中に飛び上がった際、地球ゴマのような形となる。内部は入江と停泊した海賊船があり、未来的な町が広がっている。また、風力発電機が回っているほか魚や牛などを飼育しているような描写もある。中央にはシルバーの船長室があるタワーがそびえ立ち、ロボットたちがまだ建造している最中。住民は海賊船やマリア亭にいる海賊たちと、共通の衣装を身につけた町の人々に分かれている。
- 小説版

食料生産や光合成を行うためのトウモロコシのプラントのほか、地下にマーケットや遊園地が存在する模様。元々は町一つが巨大な実験施設であり、自給自足をするバランスドアクアリウムでもあった。ただし太陽光だけは自給自足が出来ないため、フロックはシルバーが地球のエネルギーを太陽の代わりにしようとしているのではと推測している。また、船で暮らす海賊や住民たちは様々な時代の海賊の残党やその家族であり、シルバーが船内で一つの町を維持する実験と称しあらゆる人種や特性を持った人々を意図的に集めている。

## 製作

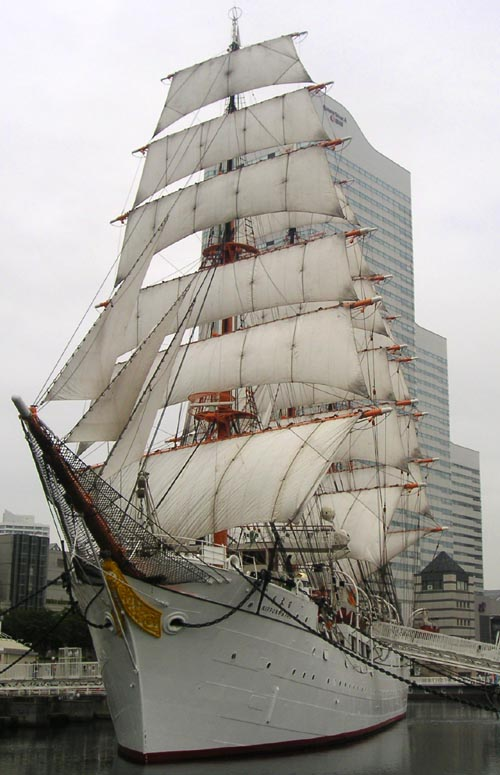
初代日本丸

本作の制作にあたり、藤子プロは子どもだけでなく、大人の鑑賞に堪えうる作品にするという方針を立て、『君の名は。』などの企画・プロデュースなどで知られる川村元気を脚本家として起用した。
川村はかつてドラえもんに親しんでいた大人たちでも親しめるようにするため、ロバート・ルイス・スティーヴンソンの児童文学『宝島』をモチーフとすることを思い立った。
次に、川村は大長編シリーズの共通点として、自然現象や都市伝説といった時事ネタを組み込んだ少年冒険譚が存在することに気づき、当時話題となっていた西之島のニュースと『宝島』、謎解きクイズを組み合わせた物語を書くことを決めた。
川村は、同じく船を題材とした短編映画『パロルのみらい島』（2014年）を見て、同作の監督である今井一暁を本作の監督として指名した。
今井は『ドラえもん』のテレビシリーズの演出・絵コンテ経験があるものの、長編映画の監督は本作が初めてであり、オファーが来たときは驚いたと複数のインタビューの中で振り返っている。また、キャラクターデザイン・総作画監督の亀田祥倫や美術監督の秋山健太郎など、同作のスタッフが本作にも参加しており、今井は『パロルのみらい島』を通じて亀田と秋山の信頼関係が構築されていたためやりやすかったとメディア芸術カレントコンテンツの浅野靖菜とのインタビューの中で振り返っている。
今井は本作の美術について、『パロルのみらい島』に似せてほしいという指示はなかったが、亀田の嗜好が反映されているという印象を受けたと浅野とのインタビューの中で話している。またTVシリーズ第2作第1期とデザインが似ているという指摘に対しても、狙ってやったわけではないと同じインタビューの中で述べている。
スタッフたちは宝探しという題材から帆船を登場させることを考え、まずは帆船の資料を調べたが、日本における帆船の歴史は浅く、動かし方の情報ですら得られなかった。そこで、スタッフたちは日本丸のある『横浜みなと博物館』へ行き、帆船での航海経験のあるガイドの話から、帆船は大人数で協力して初めて動くということを知り、のび太とゲストキャラクターの一人であるフロックとの関係性を示す要素として本作に登場させることに決めた。
本作のデザインには、古いものと現代的な要素を組み合わせるという方針が立てられた。たとえば、キャプテン・シルバーは、『宝島』で描かれる大航海時代のタイプライターで最新のプログラミングを行う場面が描かれている。また、クイズのデザインもあえてロボットらしさを前面に出しつつも、最新のガジェットが詰まったキャラクターとして描かれた。また、本作に登場するひみつ道具のうち、既存のひみつ道具である「宝探しマップ」はGoogleマップのように世界中どこでも見られるアイテムが実存することを踏まえ、タブレット端末のようなデザインとなった。
ドラえもん役の水田わさびは川村の脚本について、これまでの『ドラえもん』で描かれてこなかったのび太と父の親子関係や、しずかとセーラといった同性同士の関係といった人間の心理描写が多く描かれていて新鮮だったとライブドアとのインタビューの中で述べている。
水田は川村の脚本を読んで、ドラえもんが一歩引いた立ち位置にいる感じがしたとも述べつつも、今までと同じように演技をしたとも振り返っている。
のび太役の大原めぐみものび太が仲間たちを大切に思っている様子がよく読み取れたと同じインタビューの中で述べており、演じる中で心が揺れ動いたと振り返っている。
本作のゲストキャラクターの一人である海賊キャプテンシルバーは、単なる悪役ではなく、自分なりの使命感に突き動かされながらも苦悩する父親であると同時に、もう一人の主人公として描かれている。
初期のプロットは、のび太たちが宝島で海賊と対決する単純明快なものだったが、制作当時の今井たちの状況が物語や海賊・キャプテンシルバーのキャラクター性に投影された時点から家族というテーマが浮上し、物語の複雑化につながった。
今井はシルバーの苦悩を描くたびに「ドラえもん」からかけ離れてしまい苦労したと、浅野とのインタビューの中で振り返っており、本作においてドラえもんとのび太の出番がほかの『ドラえもん』の映画作品よりも少なくなってしまったと話している。今井は前述のインタビューの中で、かっこいい価値観を持ったマッドサイエンティストとしてシルバーを描いた結果、今までの『ドラえもん』の映画作品の悪役とは異なるキャラクター像が出来上がったと話す一方、「藤子先生っぽくはないけれど、特に今回は川村さんのシナリオもあって、藤子プロさんのほうも少し変わったことにチャレンジしようという雰囲気があったので、許してもらえたのだと思います。」とも述べている。
また、プロデューサーの川北桃子がメディアに語ったところによると、脚本の時点からシルバーのキャラクターは俳優の大泉洋が演じることを想定して進められており、最終的に大泉がキャプテンシルバーを演じることとなった。
キャプテンシルバーの妻であるフィオナ役には長澤まさみが起用された。
川北は長澤の演技について、「（前略）長澤さんは、フィオナという女性の中にある、聡明さ、力強さ、優しさ、そして悲しさを、台詞には書かれていない吐息の一つまで、声の芝居でしっかりと表現してくださいました。今井一暁監督も、『芯がある母親像を演じて頂き、イメージにピッタリでした。』と話しています」とメディアに寄せたコメントの中で述べている。
シルバーとフィオナの子どもたちであるフロックとセーラはシルバーの方向性が定まったことにより生まれたキャラクターである。
フロックは、才能あふれる一方トラブルに巻き込まれたときは非協調的になるなど、のび太とは対照的な性格の人物として描かれた。
フロックは家族というテーマにおいても重要な存在として描かれており、父親と対峙する場面もあることから、今井は男性声優のほうがフロック役の演技に必要な緊張感を自然に出せると考えていた。しかしながら、男子小学生の役を男性が演じるとどうしても低くなるため、多くのアニメにおいては女性が演じることがほとんどだった。今井はふさわしい声優を探す中で、山下大輝のボイスサンプルを聞き、起用に至った。今井によると、収録当初山下はかなり苦労していたが、だんだんキャラクターに合うようになり、父親との掛け合いも今井の満足のいくものだったとされている。
なぞなぞ好きのオウム型ロボット・クイズは、子どもが楽しめる存在として登場した。最初の予告編におけるクイズの体の色は緑だったが、第2弾の予告編や本編では赤に変更されている。
海賊の一員であるトマト役にはサバンナの高橋茂雄が起用された。また、本作は第2期の映画としては初めてミニドラが映画本編に登場しており、劇中に登場した複数のミニドラは金元寿子が一人で演じた。このほかにも、冒頭のニュース番組のアナウンサー役で 渡辺宜嗣が出演した。

### 音楽
本作の音楽は『ドラえもん のび太の恐竜2006』より音楽を担当していた沢田完に代わり、服部隆之が担当した。
今井は2020年の服部との対談の中で、監督就任にあたり、今までと違うことをしようと考える中で、好きな作曲家について聞かれた際に自分の子どもが見ていた教育番組『フックブックロー』を思い出し、その作曲家である服部の名前をダメもとで挙げたことを話している。服部は、『電車男』をはじめ川村が手掛ける作品には何度か参加していたことからこの提案は受け入れられ、台本完成前の段階にあたる2018年の春に事務所を通じて服部へオファーが寄せられた。一方、オファーを受けた服部はすごく意外な気持ちであると同時に光栄だったと振り返っている。
服部は『フックブックロー』を手掛けた時点で、「子どもにとっては最初に接する音楽だから、子どもっぽいか子どもっぽくないかもわからないと思うんです」と言われたことから、目線を気にせず良い音楽を作ることに専念したと対談の中で話している。
主題歌には星野源が起用され、エンディングテーマである「ドラえもん」と 挿入歌「ここにいないあなたへ」はいずれも彼自身が手掛けた。
「ドラえもん」の歌詞には『ドラえもん』という作品に対するオマージュが込められている。また、間奏には「ぼくドラえもん」のメロディーが引用されており、同楽曲の作曲者である 菊池俊輔 が間奏の作曲者としてクレジットされている。
「ドラえもん」は、2019年10月のテレビアニメの放送枠移動に合わせ、第2作2期としては4代目のオープニングテーマに採用されているが、採用後に公開された映画は全てオープニングテーマが廃されたため本曲の再使用はされていない。
「ここにいないあなたへ」はクライマックスの場面で使用されており、歌詞の内容も場面に沿ったものとなっている。なお、本作ではオープニングが無い。

## スタッフ
| 原作                                 | 藤子・F・不二雄 |
| 企画原案                             | 藤子プロ |
| 音楽                                 | 服部隆之 |
| 絵コンテ                             | 今井一暁 |
| 演出                                 | 八田洋介 |
| 演出補佐                             | 根岸宏樹 |
| 総作画監督 キャラクターデザイン      | 亀田祥倫 |
| 作画監督                             | 亀田祥倫 大城勝 岸野美智 山川浩臣 松井啓一郎 又賀大介 桝田浩史 丸山宏一 |
| 作画監督補佐                         | 曽々木安恵 中本和樹 |
| 原画                                 | 大塚正実 宮本佐和子 三原三千夫 山森英司 河野悦子 中本和樹 山下晃 神戸佑太 曽々木安恵 加来哲郎 加来由加里 末吉裕一郎 鈴木勤 吉田奏子 松永絵美 髙木麻穂 秦洋美 西村貴世 山本祐希江 上原史之 長尾祐希子 小川貴弘 佐藤利幸 久貝典史 小笠原真 長坂慶太 小田剛生 田村篤 前田准 小川治人 河毛雅妃 小林直樹 小澤早依子 清水洋 小林麻衣子 わしお 鈴木理沙 北山修一 石上ひろ美 押山清高 林祐己 小島崇史 宮下雄次 松田宗一郎 土屋祐太 関根昌之 柳田義明 宮本雄岐 設楽直美 宮下優衣 飯田祐輝 兼平葵 深田明日香 高橋理恵 高橋伸輔 嶌佳穂里 海江田美幸 河野紘一郎 亀田祥倫 桝田浩史 岸野美智 又賀大介 松井啓一郎 大城勝 山川浩臣 |
| 第二原画                             | 𠮷田清美 辻仁子 大武正枝 久保聡一郎 土屋亮介 大橋賢史 小林哲也 松井誠 山田有慶 本多孝敏 藤田優奈 山川浩美 亜細亜堂 アニタス神戸 WHITE FOX スノードロップ Be Loop 旭プロダクション はだしぷろ |
| 動画検査                             | 神谷由季 |
| 動画                                 | ベガエンタテイメント 松村美佳 堀江佑 宮本美智子 川重希 植田千湖 高橋美由希 諸隈瑛美 杉本大季 スタジオエル 磯部智子 牧野清香 水野友美子 大野綾希 田中奏絵 丸山楓 渡邊智尋 小島昌紀 村井克行 Wish 藤岡浩一 許天宇 高橋陽斗 寺島幸一 小林朱里 阿部開 壹岐悠ノ介 小森寛子 山岡俊行 小坂美穂 松本悠生 山下千咲 中国無錫太観動画制作有限公司 方紀卉 孫中岑 黎禕男 鄭倩慧 江明誠 王鵬 オープロダクション 本田康明 村橋亮佑 山本芽以 ORANGE RYU JA YOUNG HAN SONG HEE SON SEON AH JEONG HYUN JEONG KIM JEON SOON PARK NAN HEE KIM JUNG LAN SUH YOON JOO KIM HYE JUNG KIM MIN AE LEE KYUNG MI MAP 张军 朱永 樊如伟 刘璐 张欣 钱嵩渭 候英云 刘建 董敏 曹响 杨春霞 罗丹 刘苏 孙超 黄煜钦 樊悦茹 赵云霞 黄冰芝 施薛鸣 李春晖 亜細亜堂 長澤美奈子 無錫馬良動画有限公司 シンエイ動画 遠藤法子 大森舞 山口真奈 吉田侑加 野口敦史 鈴木ひなの 吉田芽以 藤野京子 山下宗幸 八木綾乃 家野尚代 大東郁子 梅林由加里 長谷川夏美 屋宜優 山口央 田中陽子 荒幡佳子 旭プロダクション 優利動画 旭陽動画 キネマシトラス グラフィニカデジタル作画部 |
| 色彩設計                             | 松谷早苗 |
| 色彩設計補佐                         | 平出真弓(Wish) 堀越智子 戸部弥生 大金紀子 今泉ひろみ 蝦名佳代子 |
| 色指定・検査                         | 倉内美幸 |
| 仕上                                 | ベガエンタテイメント 高橋めぐみ 前島渚 中里洋介 スタジオエル 真水由貴 林大樹 森脇弘史 内山美那 大枝優斗 尾関郁弥 角美智子 木下美香 木村智美 砂川渚 関直登 樋之口俊貴 中野夏帆 橋本侑香里 藤井里美 藤田和実 藤原由璃奈 古滝龍馬 堀内元 村瀬瞳美 森直紀 渡辺郁也 Wish 伊藤敦子 石川直樹 清田真由 高庭瑠那 小島悠香 平田奈緒美 湯澤真衣 大塚幹雄 千葉陽子 山田祥子 田中照佳 岡宮志帆 太観アニメ 楊軍 陳徳舟 孫愛紅 劉洋洋 馮翠 助川恵梨 スタジオタージ 土屋透治 宮原奈緒子 南龍介 小栁寿志 畑中章行 奥村絵美 ORANGE AN YOUNG AE WOON SUNG HEY KIM EUN HEE JUN EUN JOO CHOI SU KYOUNG LEE YEON JU HAN MYUNG SUN OH KYUNG HEEL KIM SEON MI HWANG JI YOUNG SHIN SANG YEON MAP 张利林 张利新 赵艳 庄梦思 亜細亜堂 滝口佳子 無錫馬良動画有限公司 旭プロダクション アニタス神戸 GEEK スタジオアド イーゲルネスト アニメッシュ スタジオギムレット |
| 背景                                 | Studio Wyeth 諏訪晴美 山田早紀 門口亜矢 島田碧 笠原由紀 荒木淳子 横山未来 岩月梨紗 岡田怜子 小手川由夏 高橋映莉加 一色美緒 横松紀彦 野村友里恵 牧野孝雄 有藤靖晃 伊海茉莉 藤田清美 寺本明世 鶴子友美 長﨑斉 澤谷健太 谷口美智子 大岩里枝子 小林祐子 藤木佳世子 加藤美紀 小泉壮平 アトリエローク07 石田晶子 沼井信朗 Wayan Sutara Dewa wid GACHI Production Bae,Young-Uh Kang,Hee-Young スタジオ ユニ 越膳滝美 三原伸明 佐川恵美子 氏家こはく 宮良子 坂場真琴 池田玲子 STUDIO LOFT 鈴木和彦 福本剛 川元由香 小崎弘貴 スタジオラグラス 桐山成代 末弘由一 伊奈淳子 野﨑佳津 岩原史織 中谷強 でほぎゃらりー 村方夏海 オレンジ 赤木寿子 安藤愛莉 原英里佳 |
| 美術監督・美術設定                   | 秋山健太郎 河合伸治 |
| 美術監督補佐                         | 福田健二 |
| 背景                                 | studio Pablo 嶋田昭夫 今井修 河合佑香 鈴木隆之 藤野真里 福田健二 矢口聖奈 伊藤緑 村上和浩 堀川あゆみ 秋山健太郎 小坂部直子 倉本章 斎藤陽子 須藤理子 土橋久美 秋山聖奈 スタジオ・ユニ 中島美枝子 氏家こはく 宮良子 池田玲子 坂場真琴 永井由香 アトリエローク07 森元茂 沼井信朗 沖吉真由美 皆谷透 松本彩 加藤美紀 アートチーム・コンボイ 久保季美子 伊藤朱美 谷口純基 飯塚楓 岩重詩織 田山修 榊枝利行 中村隆 飯島章嘉 岡部眞由美 PEEC Animation Co., Ltd NGUYEN PHUC NHU NGOC TRAN THE DAT NGUYEN THANH SANG NGO THI BAO VAN PHAN TRONG QUANG スタジオ美峰 野村正信 松田春香 櫻井美絵子 TRAN DUY NGUYEN PHONG HUYNH ANH PHAN TU TRAN HANH PHAM BAO LE HA CO TUYEN アテネアートスタジオ 杦浦正一郎 齋藤信二 大谷正信 木下千春 勝又アイ子 Studio Wyeth 池田祐二 オレンジ 赤木寿子 |
| 3Dデザイン                           | 上條安里 |
| CG制作                               | 株式会社 デジタル・フロンティア |
| CGプロデューサー                     | 豊嶋勇作 鈴木伸広 |
| CGディレクター                       | 下澤洋平 |
| ショットワークリード                 | 山本善樹 |
| ショットワークアーティスト           | 石田悠 野村沙矢 岩瀬絵莉子 井上豊 Shamina Ulyana 姜貞延 金井孝真 |
| バックグラウンドリード               | 川口聡 |
| バックグラウンドアーティスト         | 磯田英夫 韓東憲 Sadeepa Chinthana 奥田直人 廣岡みちる |
| エフェクトリード                     | 松井孝洋 |
| エフェクトアーティスト               | 梅原ひとみ 福田智也 柄木田丞 馮傳允 白詩奕 伊藤源 髙林寛 今井優上 西隆文 |
| リギング リード                      | 松山慎吾 |
| テクニカルディレクター               | 石田利生 小野尚俊 岸川貴紀 |
| システムアドミニストレーター         | 倉地忠彦 森田誠 田村佳大 松藤祥子 |
| 制作デスク                           | 永濱香織 |
| プロダクションコーディネーター       | 藤原奨 鹿野由美子 紀珍如 田中美涼 栗原智香 毛利優花 |
| プロダクションマネージャー           | 岡本貴弥 |
| 株式会社グリオグルーヴ リンダチーム  | |
| CGプロデューサー                     | 桑原大介 |
| CGディレクター                       | いのうえじゅん |
| エフェクトアーティスト               | かぶらぎとおる 北村祐也 酒見直宏 |
| テクニカルディレクター               | パベルスミルノフ |
| プロダクションマネージャー           | 木村淳也 |
| 3Dレイアウト                         | つつみのりゆき |
| モニターデザイン                     | 有馬トモユキ(日本デザインセンター) 宮﨑真一朗 瀬島卓也 和泉俊樹 永井大輔 富士フジノ |
| 撮影監督                             | 末弘孝史 |
| 撮影特殊効果                         | 大矢創太 |
| 特殊効果                             | 佐藤香織 |
| 監修                                 | 熊谷正弘 |
| コンポジット                         | アニメフィルム 花井延昌 西山朋広 桶田一展 山田廣明 倉田佳美 鈴木浩司 下村博文 木次美則 松澤秀子 大森美奈子 手塚智鶴子 土岐浩司 梅田俊之 エースクリエイション 斎藤秋男 山本耕平 三口達也 |
| 撮影協力                             | スタジオコスモス アスラフィルム |
| 編集                                 | 小島俊彦 |
| 編集スタジオ                         | 岡安プロモーション |
| 編集助手                             | 藤本理子 山田健太郎 |
| ポストプロダクション                 | 東京現像所 |
| HD編集                               | 山本洋平 金沢佳明 菊池亮 |
| DCPマスタリング                      | 千木良保宣 脇坂美緒 |
| ラボ・デスク                         | 丸山裕子 |
| ラボ・マネージメント                 | 酒見弘人 |
| 録音監督                             | 田中章喜 |
| 効果                                 | 糸川幸良 |
| 音響制作                             | オーディオ・プランニングユー |
| ミキサー                             | 山本寿 |
| アシスタント・ミキサー               | 小沼則義 |
| ダイアログ・エディター               | 田口信孝 |
| 音響制作デスク                       | 太田恵理子 |
| 背景音楽制作                         | |
| レコーディング・ミキシングエンジニア | 小畑幹男 |
| アシスタントエンジニア               | 佐藤千恵 |
| エンディング・サラウンドエンジニア   | 青柳延幸 |
| コーディネート                       | 関谷典子 |
| 制作                                 | 荒木浩三 澤原豊 |
| 音楽協力                             | テレビ朝日ミュージック |
| 協力                                 | 北海道テレビ 青森朝日放送 岩手朝日テレビ 東日本放送 秋田朝日放送 山形テレビ 福島放送 新潟テレビ21 長野朝日放送 静岡朝日テレビ 北陸朝日放送 名古屋テレビ放送 朝日放送 広島ホームテレビ 山口朝日放送 瀬戸内海放送 愛媛朝日テレビ 九州朝日放送 長崎文化放送 熊本朝日放送 大分朝日放送 鹿児島放送 琉球朝日放送 川崎市 藤子・F・不二雄ミュージアム 高岡市 藤子・F・不二雄ふるさとギャラリー |
| クイズ監修                           | 古川洋平 |
| プロモーション協力                   | 帆船みらいへ(キャプテンドラえもん号) |
| アニメーション協力                   | ベガエンタテイメント 滝島久美子 河村武雄 馬場潤 平野幽久 |
| 車両協力                             | 小松通商 |
| 制作事務                             | 平山友紀 |
| 制作進行                             | 新崇雄 阿部悟 小笠原卓也 田原麻美 鈴木裕介 山﨑香利 津山智香 |
| 3DCG進行                             | 谷澤吉紀 |
| 制作デスク補佐                       | 篠田宇俊 |
| 制作デスク                           | 佐藤大真 武井健 落合竜太郎 |
| 掲載                                 | 小学館の児童誌 めばえ てれびくん 幼稚園 月刊コロコロコミック 学習幼稚園 別冊コロコロコミック 小学一年生 コロコロイチバン! 小学8年生 ぷっちぐみ |
| 宣伝プロデューサー                   | 土肥直人 小島壮詩 |
| 宣伝                                 | 小宮良介 下森翠 青木郁弥 浅原聡子 山口泰弘 北川望 |
| 予告編制作                           | 蔦川亜希 |
| 予告編演出                           | 野々市谷有美 岡本奈々美 澤岻正子 依田伸隆 |
| 予告編CG                             | 津田輝王 関口里織 小塚博 |
| トータルアートディレクション         | 浜辺明弘 |
| グラフィックデザイン                 | 佐藤里奈 |
| グラフィックコピーライト             | 福部明浩 |
| グラフィックレタッチ                 | 栗山和弥 |
| オフィシャルWEB                      | 村田大典 蓮沼祐治 |
| おまけ映像                           | 八鍬新之介 岡野慎吾 杉﨑聡 増泉路子 |
| テレビアニメーションプロデューサー   | 白倉由紀子 河西麻利子 |
| プロモーションプロデュース           | 中村航平 天野賢 勝山健晴 野﨑裕子 後藤正太郎 |
| 「映画ドラえもん」制作委員会         | 飯塚洋介 今井統人 相賀信宏 小西麻理 佐々木礼子 庄野樹 高橋尚子 田邉佑果 徳山雅記 戸高伸一郎 藤河秀雄 藤田健一 牧野ひろみ 松元章展 山田卓司 脇立樹 松久智治 磯田ゆう 平泉季里子 石田菜穂子 御手洗綾子 堤直之 鶴崎りか 浅田幸男 櫻田貴博 佐藤絵里子 中沢利洋 田中聡敏 栢原栄光 藤澤佑介 清田宏美 尾﨑瑞季 島田正吾 伊藤悠公 髙橋充 王暁曦 正岡瑞貴 鈴木ひとみ 狩野茉莉花 舟腰優子 五反田亜紀 林優太 小西佑平 大谷絵里 清水智美 尾﨑美香 |
| 配給                                 | 東宝 |
| 制作                                 | 藤子プロ FUJIKO PRO 小学館 テレビ朝日 ADK ShoPro シンエイ動画 |
| チーフプロデューサー                 | 大倉俊輔 大金修一 |
| 脚本                                 | 川村元気 |
| 監督                                 | 今井一暁 |
|                                      | ©藤子プロ・小学館・テレビ朝日・シンエイ・ADK 2018 |

## おまけ映像
第2期の映画では恒例となっている、エンドロール後のおまけ映像（次作の予告）は、天動説の地球が登場→異説クラブメンバーズバッジ登場→2019年春公開と表示→月で餅つきをするウサギが登場となっている。2018年10月11日に最新作のタイトルが『ドラえもん のび太の月面探査記』であることが発表された。
なお、『月面探査記』作中にはのび太の部屋に置かれた本に「宝島」があったり、机の上に帆船のボトルシップが置かれているなど本作を思わせるアイテムが登場している。

## 音楽

### 主題歌
エンディングテーマ「ドラえもん」
歌・作詞・作曲・編曲 - 星野源 / 間奏作曲 - 菊池俊輔 （スピードスターレコーズ）
劇中歌「ここにいないあなたへ」
歌・作詞・作曲・編曲 - 星野源（スピードスターレコーズ）

### サウンドトラック
『「映画ドラえもん のび太の宝島」オリジナル・サウンドトラック』のタイトルで2018年2月28日に発売。全34曲収録。
『STAND BY ME ドラえもん』（2014年）を除き、映画ドラえもんのシリーズでサウンドトラックが作品単独で発売されたのは『ドラえもん のび太の南海大冒険』（1998年）以来となる。
後に『映画ドラえもん のび太の地球交響楽』（2024年）では、本作の楽曲から「宝の島」と「カリブ海」が使用されている。
| #   | タイトル                                       | 作詞 | 作曲・編曲 |
| --- | ---------------------------------------------- | ---- | ---------- |
| 1.  | 「のび太の宝の島」                             |      |            |
| 2.  | 「カルボナーラ」                               |      |            |
| 3.  | 「宝探し地図」                                 |      |            |
| 4.  | 「ニュースタイトル」                           |      |            |
| 5.  | 「帆船で海へ」                                 |      |            |
| 6.  | 「宝の島」                                     |      |            |
| 7.  | 「宝の島（インストゥルメンタル・バージョン）」 |      |            |
| 8.  | 「カリブ海」                                   |      |            |
| 9.  | 「キャプテンハット」                           |      |            |
| 10. | 「いざ大海原へ!」                              |      |            |
| 11. | 「海賊」                                       |      |            |
| 12. | 「戦い」                                       |      |            |
| 13. | 「シルバーの野望」                             |      |            |
| 14. | 「クイズ」                                     |      |            |
| 15. | 「海賊船内の展望」                             |      |            |
| 16. | 「しずかちゃんを追え!」                        |      |            |
| 17. | 「宝島のやすらぎ」                             |      |            |
| 18. | 「家族のテーマ1」                              |      |            |
| 19. | 「嵐〜力を合わせろ〜」                         |      |            |
| 20. | 「無人島～夕日」                               |      |            |
| 21. | 「ニューノビタオーラ号発進」                   |      |            |
| 22. | 「家族の思い出」                               |      |            |
| 23. | 「ノアの箱舟計画」                             |      |            |
| 24. | 「のび太のテーマ〜挑戦〜」                     |      |            |
| 25. | 「引き裂かれた家族」                           |      |            |
| 26. | 「フロック」                                   |      |            |
| 27. | 「ノアの箱舟」                                 |      |            |
| 28. | 「立ちふさがる海賊ロボ」                       |      |            |
| 29. | 「家族のテーマ2」                              |      |            |
| 30. | 「地球エネルギー」                             |      |            |
| 31. | 「のび太のテーマ」                             |      |            |
| 32. | 「ドラえもんを救え!」                          |      |            |
| 33. | 「終曲〜大団円〜」                             |      |            |
| 34. | 「愛情」                                       |      |            |

## プロモーション
2017年6月14日に本作が正式に発表され、2017年7月6日には予告編が公開された。
2017年12月1日には2つ目の予告編となる特報映像が公開されたことに加え、主題歌及び挿入歌を星野源が担当する事が発表された。この時点では主題歌の詳細が伏せられた一方、特報映像では挿入歌である『ここにいないあなたへ』の一部が用いられた。2018年1月10日には3つ目の予告編が公開された。また、1月15日には主題歌が『ドラえもん』となることが明かされ、1月16日深夜の『星野源のオールナイトニッポン』にてフルサイズで披露された
本作の正式な劇場公開に先駆け、2018年2月19日には東京都内で「大人だけの先行試写会」が開かれ、上映前のトークショーには大泉洋と高橋茂雄、脚本を担当した川村元気が登壇した。
また、2018年3月3日の劇場公開に際しては、 TOHOシネマズ六本木ヒルズにて、長澤まさみ・高橋茂雄（サバンナ）・今井一暁（監督）を招いた舞台挨拶が行われたほか、その約1週間後の2018年3月9日には、テレビシリーズにて、本作に関連した中編エピソード「ほどほど宝島」が放送された。
さらに、3月18日には同映画館で、大泉洋・高橋茂雄を招いた大ヒット御礼舞台挨拶が行われた。
SNSでの宣伝も行われており、2018年2月13日にはスネ夫とジャイアンによる『LINE LIVE「骨川スネ夫 初めてのラインライブ!コメント・ハート待ってます」』が配信されたほか、2018年2月25日に配信された『新作映画だよ!「ドラえもん」LINE LIVEスペシャル』では、ドラえもん・のび太・しずか・スネ夫・ジャイアンが登場し、MCは高橋茂雄（サバンナ）が担当した。
また、作中に登場するフレンチトーストのレシピがクックパッドに投稿されたほか、Instagramにはしずかの音声が流れる料理動画が投稿されている。さらに、『週刊ファミ通』3月22日号でしずかが初のソログラビアデビューを果たした。

### イベント
JR東日本×小田急電鉄 映画ドラえもんスタンプラリー
JR東日本横浜支社・小田急電鉄合同でスタンプラリーが開かれた。
新生ドラりん丸 キャプテンドラえもん号
『ドラえもん のび太の南海大冒険』（1998年）の連動企画として登場した帆船「ドラりん丸」が20年ぶりに復活した。「新生ドラりん丸 キャプテンドラえもん号」として鹿児島県トカラ列島の宝島に上陸する企画を行ったほか、横浜港（ぷかりさん橋・大さん橋）や長崎港などにも寄港した。
映画ドラえもん×リアル脱出ゲーム・のび太の宝島からの脱出
2018年2月2日 からゴールデンウィークにかけて、SCRAP主催の体感型謎解きゲームイベントであるリアル脱出ゲームとの共同企画「映画ドラえもん×リアル脱出ゲーム・のび太の宝島からの脱出」が東京原宿にある常設スタジオ原宿ヒミツキチオブスクラップにて約4ヶ月、大阪心斎橋にある常設スタジオ大阪ヒミツキチオブスクラップと名古屋矢場町にある常設スタジオ名古屋ヒミツキチオブスクラップにて約3ヶ月、札幌大通にある常設店舗アジトオブスクラップ札幌にて約2ヶ月のロングランで開催し、4都市（札幌・東京・名古屋・大阪）での開催期間中に全国20都市を巡回した。参加者はのび太・しずか・ジャイアン・スネ夫になって様々な謎を解きつつ、ひみつ道具を駆使して、とある島に捕われてしまったドラえもんとキャプテン・キッドが遺したお宝を1時間以内に見つけ出す内容となっている。
| 原作               | 藤子・F・不二雄           |
| 製作総指揮         | 加藤隆生                  |
| アニメーション制作 | シンエイ動画              |
| 企画制作・主催     | SCRAP                     |
| 制作協力           | チケットぴあ九州・BadNews |

## 公開

### 日本における公開
本作は2018年3月3日に日本で劇場公開された。

### 日本国外における公開
2018年5月25日にはベトナムで公開され、同国におけるドラえもんシリーズとしては初めて前売り券が発売された。
また、2018年8月15日には韓国でも公開され、『ドラえもん』のファンとして知られる俳優のシム・ヒョンタクが広報大使を務めた。

## 興行成績
全国381スクリーンで公開され、2018年3月3、4日の初日2日間で観客動員数71万6,629人、興行収入8億4,314万8,500円となり、映画観客動員数ランキング（興行通信社調べ）で初登場第1位を獲得。なお、ぴあの調査による初日満足度ランキングでは満足度92.4となり第2位となっている。4月3日までの32日間で動員389万8193人、興収44億4223万8200円を記録（東宝調べ）し、アニメ第2作2期シリーズとしては最高記録であった『のび太の南極カチコチ大冒険』（2017年）の44億3000万円を上回った。最終興行収入は53億7000万円となった。観客動員数は4月24日時点で446万人を超えており、これまでの最高記録だった『のび太の日本誕生』（1989年）の420万人を更新した。
|                               | 動員数 （万人） | 動員数 （万人） | 動員数 （万人） | 興行収入 （億円） | 興行収入 （億円） | 備考                           |
| 週末                          | 週末            | 累計            | 週末            | 累計              |                   | 備考                           |
| ----------------------------- | --------------- | --------------- | --------------- | ----------------- | ----------------- | ------------------------------ |
| 1週目の週末 (3月3日・4日)     | 1位             | 71.7            | 71.7            | 8.43              | 8.4               |                                |
| 2週目の週末 (3月10日・11日)   | 1位             | 59.9            | 145.4           | 7.04              | 17.1              |                                |
| 3週目の週末 (3月17日・18日)   | 1位             | 38.8            | 199.6           | 4.60              | 23.4              | 週末動員は1位で、週末興収は2位 |
| 4週目の週末 (3月24日・25日)   | 3位             | 27.2            | 280.8           | 3.22              | 32.7              |                                |
| 5週目の週末 (3月31日・4月1日) | 3位             | 28.9            | 371.1           | 3.12              | 42.4              |                                |
| 6週目の週末 (4月7日・8日)     | 4位             | 15.7            | 428.2           | 1.90              | 48.8              |                                |
| 7週目の週末 (4月14日・15日)   | 7位             |                 | 441.5           | 1.10              | 50.4              |                                |
| 8週目の週末 (4月21日・22日)   | 10位            |                 | 446.2           | 0.46              | 50.9              |                                |
| 9週目の週末 (4月28日・29日)   | -               |                 |                 | 0.34              | 51.4              |                                |
| 10週目の週末 (5月5日・6日)    | -               |                 |                 | 0.44              | 52.8              |                                |

## 受賞
第36回ゴールデングロス賞優秀銀賞を受賞した。

### 商品・メディア展開
おっとっと
森永製菓の「おっとっと」が本作とコラボし、ドラえもんとひみつ道具の形が入り、パッケージも本作のイラストが描かれたものになっている。2017年7月下旬に発売された。
小説 映画ドラえもん のび太の宝島（ISBN 9784092312173）
小学館ジュニア文庫、2018年2月2日発売（新書判・電子書籍）
小学館文庫、2018年2月6日発売（文庫判）
原作 - 藤子・F・不二雄 / 脚本 - 川村元気 / 著 - 涌井学
本作のノベライズ作品。涌井は以前にも、脚本の川村が原作である『世界から猫が消えたなら』のスピンオフ小説『世界からボクが消えたなら 映画「世界から猫が消えたなら」 キャベツの物語』を執筆している。小説版が発売されるのは瀬名秀明による『小説版ドラえもん のび太と鉄人兵団』（2011年）以来。ただし『のび太と鉄人兵団』は小説化されているため、原作者逝去後のオリジナル映画を題材にしたのは本作が初となる。映画では描写されなかった設定やシーン、登場人物たちの心情などが描かれる。小説が描かれた代わりに、第2期としては初めて、4コマ漫画を含め新作漫画が一切描かれなかった。
ドラえもん のび太の宝島
2018年3月1日にフリュー株式会社より発売されたニンテンドー3DSソフト。

### コラボレーション
LINE バブル2
『LINE バブル2』ではドラえもん仕様に変わり、限定クエストが配信された。指定のミッションをクリアすると、本作のコラボLINEスタンプが入手できる。
モンスターストライク
2018年3月6日より期間限定でコラボレーションが行われ、ゲーム画面が本作にちなんだものに変更されたほか、ドラえもんやのび太をはじめとするキャラクターが登場する。